# 八十川胖
八十川 胖（やそがわ ゆたか、1909年6月28日 - 1990年3月17日）は、明治大学硬式野球部に在籍した野球選手。後に同大学の監督を務めた。広島県出身。

## 来歴
一風変わった横手投げ投手で、広島・広陵中学時代は小川年安とバッテリーを組み1927年の夏の甲子園で準優勝。この大会初戦の敦賀商業戦で大会史上2人目のノーヒットノーランを達成。準決勝で延長14回を投げぬく力投を見せたが決勝戦では力尽き高松商業に敗れた（広陵中は春夏連続準優勝）。翌年も春・夏と連続して甲子園に出場したがいずれも初戦敗退。卒業後、明治大学に進学。明大でも投手として活躍したが、1931年5月18日に八十川の牽制球動作を巡って応援団による暴行騒ぎとなった有名な「八十川ボーク事件」が起きてしまった。
戦後の1946年秋、当時の混乱した世相から「一番教師タイプで適任」とまわりから推されて、明大野球部監督に就任し部復活に尽力。この後、島岡吉郎就任前の1951年に再び野球部監督を務めた。
「ボーク事件」の後、当時の明治・岡田源三郎監督から「よけいなことを喋ってはイカン」と止められて、合宿所の部屋に鍵を掛け新聞記者を避けていたが、ある日ハシゴをかけて部屋に入ってきた記者がいた。「どうしてもアンタの話が聞きたい」としつこいので「分かった。監督から許可が降りたら一番先にアンタに話すから」とその場はひきとってもらった。この記者が日刊スポーツの初代社長・秋山慶幸で、約束通り最初に真相を話すと秋山は喜び、これが縁で親しくなって八十川は、明治の監督を辞めた後、日刊スポーツで秋山と一緒に仕事をしたという。
明治に入学した杉下茂を最初、背が高いからとファーストをさせていたが、監督だった八十川が投手転向命令を出した。「おまえ、下からもほうれるのだったらば、上からと下からと両方ほうれるようにせい」と命じ、杉下は上からも中からも下からも吐くほど投げて肩を壊したという。しかしこの影響で色んな変化球が投げられるようになり、ある日、チームメイトの東谷夏樹にナックルボールを教えていると天知俊一監督がそれを見ていて、アメリカのピッチャーが投げていたフォークボールを思い付き「お前の大きな手ならをフォークが投げられるんじゃないか」と伝授されたのが杉下がフォークボールを投げ始める切っ掛けだという。